# San Alberto Hurtado (station)
San Alberto Hurtado är en tunnelbanestation i tunnelbanesystemet Metro de Santiago i Santiago, Chile. Stationen ligger på Linje 1 (Línea 1). Den nästföljande stationen i riktning mot Escuela Militar är Universidad de Santiago och i riktning mot San Pablo är det Ecuador. Stationen ligger under korsningen mellan Alameda del Libertador Bernardo O'Higgins och Avenida General Velásquez i kommunen Estación Central.